# (36095) 1999 RL109
1999 RL109 (asteroide 36095) é um asteroide da cintura principal. Possui uma excentricidade de 0.15054470 e uma inclinação de 10.61828º.
Este asteroide foi descoberto no dia 8 de setembro de 1999 por LINEAR em Socorro.